# 1-й Россошинский
1-й Россошинский — хутор в Зерноградском районе Ростовской области России.
Административный центр Россошинского сельского поселения.

## География
Хутор находится на берегу реки Средний Эльбузд, на расстоянии 18 км к югу от города Зерноград, административного центра района.

## Население
| 2010 |
| ---- |
| 911  |

## Улицы
- ул. Донская,
- ул. Заречная,
- ул. Молодёжная,
- ул. Садовая,
- ул. Степная.

## Инфраструктура
На хуторе функционируют средняя школа (№ 12), почтовое отделение, офис Сбербанка.

## Известные уроженцы
- Михайлов, Александр Александрович (род. 1989) — российский военнослужащий, старший сержант, Герой Российской Федерации.